# Chiesa di San Giorgio Martire (Cuggiono)
La chiesa arcipretale di San Giorgio Martire è la parrocchiale di Cuggiono, in città metropolitana ed arcidiocesi di Milano; fa parte del decanato di Castano Primo.

## Storia
La prima citazione di una cappella a Cuggiono risale al Basso Medioevo ed è contenuta nel Liber Notitiae Sanctorum Mediolani, in cui si legge che era filiale della pieve di San Genesio di Dairago.
Al principio del XVII secolo questo edificio si rivelò insufficiente a soddisfare le esigenze dei fedeli e, così, nel 1605 si prese la decisione di abbatterlo per farne sorgere al suo posto uno di dimensioni maggiori, il cui progetto fu affidato a Francesco Maria Richini; la prima pietra della costruenda chiesa venne posta il 25 aprile 1606 e i lavori terminarono nel 1633, mentre poi nel 1686 la parrocchiale divenne sede di un vicariato.
Nel 1753 l'arcivescovo Giuseppe Pozzobonelli, compiendo la sua visita pastorale, trovò che la parrocchiale, in cui avevano sede le confraternite di San Geronimo e della Beata Vergine del Santissimo, aveva alle sue dipendenze quattro oratori e che i fedeli erano 3000; il 14 giugno del medesimo anno il presule celebrò la consacrazione.
La facciata venne portata a compimento nel 1846 su disegno del cuggionese ingegnere-architetto Giovanni Battista Bossi (1807-1882), mentre il pronao fu edificato nel 1902.
Nel 1971, con la riorganizzazione territoriale dell'arcidiocesi voluta dal cardinale Giovanni Colombo, il vicariato di Cuggiono venne soppresso e la chiesa passò al decanato di Castano Primo; la struttura fu poi restaurata tra il 1998 e il 1999.

## Descrizione

### Esterno
La facciata della chiesa, rivolta a nordovest e anticipata dal pronao tetrastilo le cui colonne doriche sorreggono la trabeazione recante la scritta "DOM et Sancto Georgio Martyri Patrono D[icatum]", presenta al centro il portale d'ingresso architravato e sopra due nicchie e un finestrone a tutto sesto ed è coronata dal frontone sormontato da tre statue.
Annesso alla parrocchiale è il campanile a base quadrata, la cui cella presenta su ogni lato una monofora affiancata da due paraste ed è coronata dalla cupola a cipolla poggiante sul tamburo.

### Interno
L'interno dell'edificio si compone di un'unica navata, sulla quale si affacciano le cappelle laterali e le cui pareti sono scandite da lesene sorreggenti la cornice modanata e dentellata, sopra cui s'imposta la volta; al termine dell'aula si sviluppa il presbiterio, a sua volta chiuso dall'abside.
Qui sono conservate diverse opere di pregio, tra le quali il tabernacolo, costruito tra il 1654 e il 1659 da Carlo Garavaglia, e l'affresco raffigurante la Gloria di San Giorgio, dipinto da Luigi Morgari.